# Conrad Schetter

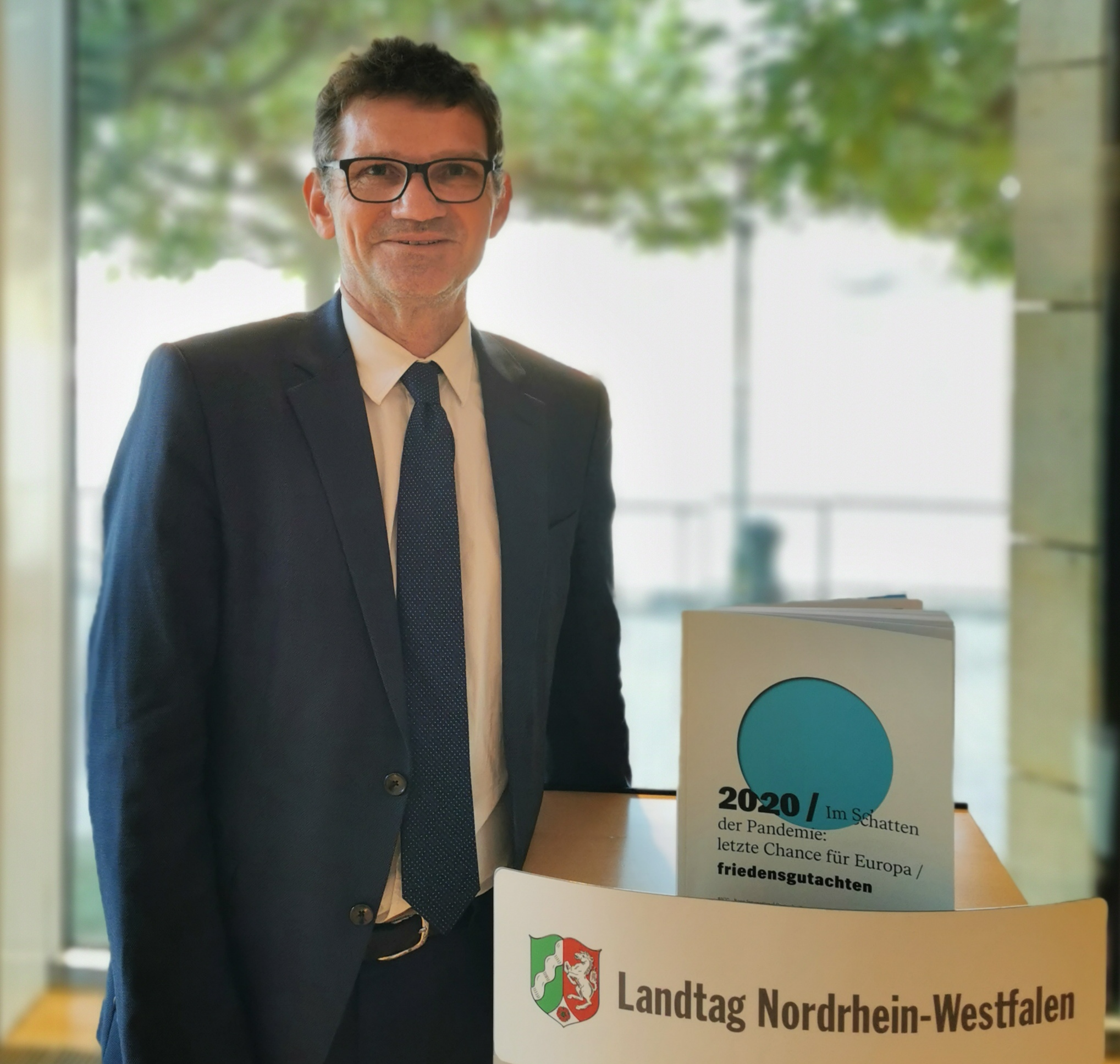
Conrad Schetter bei der Vorstellung des Friedensgutachtens 2020 im Rahmen des Parlamentarischen Frühstück im Landtag NRW

Conrad Justus Schetter (* 14. Juli 1966 in Bonn) ist ein deutscher Friedens- und Konfliktforscher mit regionalem Schwerpunkt Südasien, Zentralasien und Ostafrika.
Schetter studierte von 1988 bis 1995 Geographie, Geschichte, Erziehungswissenschaft, Persisch und Indonesisch. 1995 legte er das Staatsexamen (auf Lehramt) ab. Im Anschluss war er Wissenschaftlicher Mitarbeiter am Institut für Geographie der Rheinischen Friedrich-Wilhelms-Universität Bonn. 2001 wurde er bei Eckart Ehlers an der Philosophischen Fakultät mit der Dissertation Ethnizität und ethnische Konflikte in Afghanistan zum Dr. phil. promoviert.
Von 1999 bis 2013 war er am Zentrum für Entwicklungsforschung (ZEF) in Bonn tätig: Er war von 1999 bis 2001 Junior Research Fellow, von 2001 bis 2004 Research Fellow, von 2005 bis 2012 Senior Research Fellow und 2012/13 Acting Director der Abteilung „Political and Cultural Change“. 2009 folgte an der Universität Bonn die Habilitation zum Thema Ordnungsmuster gewaltsamer Konflikte. Die Intervention in Afghanistan zwischen Ethnizität, Kriegsfürstentum und Taliban.
Seit 2013 ist er Director des Bonn International Centre for Conflict Studies. Damit ist ein Lehrauftrag als Professur für Friedens- und Konfliktforschung an der Universität Bonn verbunden. Außerdem ist er Mitglied des Bonner Asienzentrums. Seine Forschungsschwerpunkte sind zum einen Raum und Gewalt (u. a. Grenzen, ethnoscapes, frontiers), zum anderen die Schnittstelle zwischen Friedens-, Entwicklungs- und Sicherheitspolitik. Seine regionalen Schwerpunkte sind Afghanistan und Pakistan sowie Kenia und Tansania.
Schetter ist überdies u. a.  Präsidiumsmitglied der Welthungerhilfe, Mitglied des Stiftungsrates der Deutschen Stiftung Friedensforschung (DSF), Sprecher des Leitthemas "Globalisierung und Integration" der Johannes-Rau Forschungsgemeinschaft (JRF)  und Vorstandsmitglied der Arbeitsgemeinschaft Afghanistan. Ferner ist er Mitherausgeber der Zeitschrift International Quarterly for Asian Studies.

## Schriften (Auswahl)
- mit Almut Wieland-Karimi (Hrsg.): Afghanistan in Geschichte und Gegenwart. Beiträge zur Afghanistanforschung (= Schriftenreihe der Mediothek für Afghanistan. Bd. 1). IKO – Verlag für Interkulturelle Kommunikation, Frankfurt am Main 1999, ISBN 3-88939-498-1.
- Ethnizität und ethnische Konflikte in Afghanistan. Reimer, Berlin 2003, ISBN 3-496-02750-9.
- Kleine Geschichte Afghanistans. 5. Auflage. C. H. Beck, München 2022, ISBN 978-3-406-78487-3.
- mit Stephan Conermann, Bernd Kuzmits (Hrsg.): Die Grenzen Asiens zwischen Globalisierung und staatlicher Fragmentierung (= Bonner Asienstudien. Bd. 4). EB-Verlag, Berlin 2010, ISBN 978-3-936912-57-9.
- mit Bernhard Chiari (Hrsg.): Pakistan (= Wegweiser zur Geschichte). Im Auftrag des Militärgeschichtlichen Forschungsamtes, Schöningh, Paderborn u. a. 2010, ISBN 978-3-506-76908-4.
- mit Jörgen Klußmann (Hrsg.): Der Taliban-Komplex. Zwischen Aufstandsbewegung und Militäreinsatz. Campus-Verlag, Frankfurt am Main u. a. 2011, ISBN 978-3-593-39504-3.
- mit Katja Mielke: Pakistan. Land der Extreme. Geschichte, Politik, Kultur (= Beck'sche Reihe. 6116). Beck, München 2013, ISBN 3-406-65295-6.
- mit Benedikt Korf: Geographien der Gewalt. Kriege, Konflikte und die Ordnung des Raumes im 21. Jahrhundert. Mit 5 Tabellen (= Studienbücher der Geographie). Borntraeger, Stuttgart 2015, ISBN 978-3-443-07152-3.
- Die Taliban. Geschichte, Politik, Ideologie. C. H. Beck, München 2022, ISBN 978-3-406-78581-8.